# Gakkelrücken

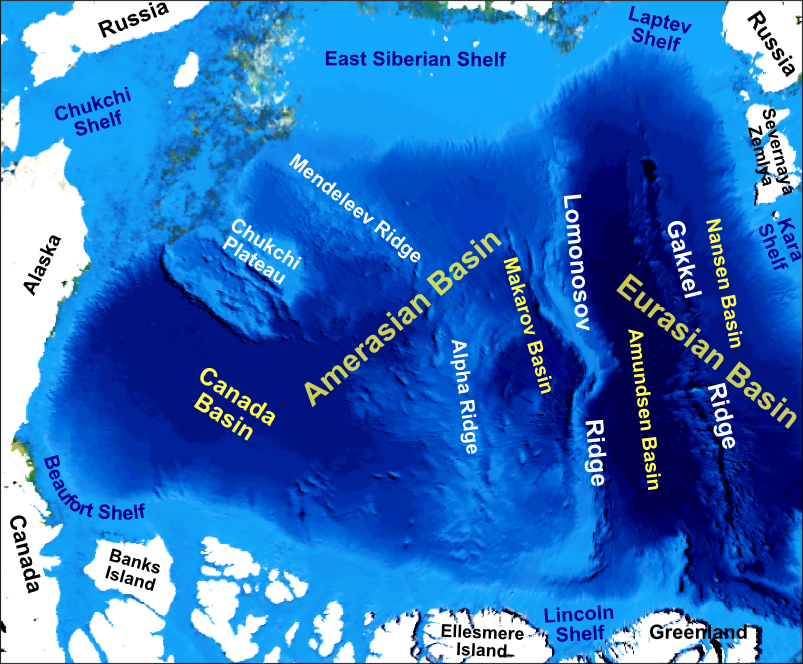
Arktischer Ozean mit diversen Becken und Rücken (englische Bezeichnungen)

Der Gakkelrücken (auch Mittelarktischer Rücken, Hackelrücken oder Nansenrücken) ist ein etwa 1800 km langer mittelozeanischer Rücken im Arktischen Ozean.

## Lage
Der Gakkelrücken liegt als nördliche Fortsetzung des Nordatlantischen Rückens im Nordpolarmeer zwischen Grönland und Sibirien.
Dort verläuft die untermeerische Schwelle ungefähr parallel zum Lomonossowrücken und teilt das Eurasische Becken in eine nördliche Hälfte, das Amundsenbecken (auch Pol-Tiefsee-Ebene oder Eurasiabecken), und eine Südhälfte, das Nansenbecken (auch Barents-Tiefsee-Ebene oder Frambecken). Sein zentraler Grabenbruch verläuft ungefähr entlang einer Linie vom Mündungsdelta der Lena im Osten zum grönländischen Nordostrundingen im Westen.
Die den Gakkelrücken umgebenden Tiefseebecken weisen eine Meerestiefe von ca. 4000 m auf, von denen sich der Rücken bis maximal ca. 1000 m unter dem Meeresspiegel erhebt. Der Grabenbruch in der Mitte des Rückens ist ca. 20 bis 40 km breit und maximal ca. 5500 m tief.
Am Gakkelrücken liegt der Langseth-Rücken, zu dem der Karasik Seamount gehört.
Südlich des Gakkelrückens setzt sich der Nordatlantische Rücken über das komplexe Spitzbergen-Transformsystem, das aus mehreren Transformstörungen und kleineren Meeresrücken besteht, und den Knipovich-Rücken fort.

## Geschichte, Erforschung und Geologie
Der Gakkelrücken ist weltweit der sich am langsamsten spreizende mittelozeanische Rücken. Er wurde 1966 nach dem sowjetischen Ozeanographen Jakow Jakowlewitsch Gakkel benannt.
Bis 1999, als Wissenschaftler aus einem nuklearen U-Boot Vulkane entlang des Rückens entdeckten, wurde der Gakkelrücken als nicht vulkanisch angenommen. Im Jahr 2001 erforschten mehrere Wissenschaftlergruppen, die mit den Forschungseisbrechern Polarstern und Healy unterwegs waren, den Gakkelrücken und nahmen Bodenproben. Dabei überraschte besonders die Entdeckung hydrothermaler Aktivitäten, die eine Überprüfung der gegenwärtigen Modellvorstellungen zur Bildung des Meeresbodens nötig machen.
Im Jahr 2007 entdeckte eine Expedition Anzeichen von explosivem Vulkanismus im Arktischen Ozean mit einer speziell entwickelten Kamera in 4000 Meter Wassertiefe am Gakkel-Rücken: ausgedehnte Ascheschichten am Meeresboden, die auf einen gigantischen Vulkanausbruch hindeuten.
Im Arktischen Ozean, bei 85° N 85° E, ereignete sich 1999 nahezu unbemerkt eine heftige Vulkanexplosion – hier allerdings unter einer Wasserschicht von vier Kilometer Dicke. Zuvor gingen die Forscher davon aus, dass explosiver Vulkanismus in Wassertiefen von mehr als drei Kilometern wegen des großen Umgebungsdrucks nicht vorkommen kann. Der Gakkel-Rücken öffnet sich mit sechs bis vierzehn Millimetern pro Jahr so langsam, dass gängige Theorien Vulkanismus für unwahrscheinlich hielten, bis 1999 eine Serie von 300 starken Erdbeben über acht Monate einen Vulkanausbruch signalisierte.